# 能智亜衣美
能智 亜衣美（のうち あいみ、1996年1月14日 - ）は、福岡県行橋市出身の日本人の柔道家。階級は63kg級。身長162cm。バスト94cm。リーチ162cm。握力は右46kg、左46kg。血液型はA型。段位は参段。組み手は左組み。得意技は内股。

## 経歴
柔道は豊津小学校3年の時にダイエットが目的で苅田少年柔道クラブにおいて始めた。企救中学3年の時に全国中学校柔道大会57kg級に出場するも初戦で敗れた。宮崎日大高校へ進むと、1年の時にはインターハイで3位に入った。2年になって階級を63kg級に上げると、全国高校選手権63kg級準決勝で松商学園高校2年の津金恵に横四方固で敗れるが3位になった。3年の時にはインターハイの準決勝で津金に判定で敗れてまたも3位だった。全日本ジュニアでは決勝まで進むも津金に腕挫十字固で敗れて2位にとどまった。
2014年には筑波大学へ進むと、2年の時には全日本ジュニアの決勝で大成高校3年の鍋倉那美に上四方固で敗れるも、鍋倉とともに世界ジュニア代表に選出された。世界ジュニアでは初戦でイギリスのルビャナ・ピオベサナに三角絞で敗れた。団体戦では初戦のオーストラリア戦のみの出場だったが一本勝ちすると、その後チームは優勝した。続く講道館杯では決勝まで進むと、鍋倉を指導1で破って初優勝を飾った。グランドスラム・東京では2回戦で今大会優勝したドイツのマルティナ・トライドスに指導3で敗れた。
3年の時には選抜体重別の準決勝で世界選手権3位であるコマツの田代未来を支釣込足の技ありで破ると、決勝では大学の同級生である津金を出足払の有効で破って今大会初優勝を飾った。全日本選手権では5位になった。7月のグランドスラム・チュメニでは決勝で地元ロシアのダリア・ダビドワを払巻込の技ありで破って、IJFワールド柔道ツアー初優勝を飾った。10月の学生体重別では準決勝で早稲田大学2年の渡辺聖未に有効で敗れて3位だった。国体成年女子の部では茨城県チームの一員として出場すると、決勝の愛媛県チームとの対戦では代表戦で1階級下の宇高菜絵を2－1の判定ながら破ってチームを優勝に導いた。11月の講道館杯では決勝で桐蔭横浜大学1年の嶺井美穂を指導1で破って2連覇を達成した。グランドスラム・東京では5位にとどまった。2017年のグランドスラム・パリでも準々決勝で地元のクラリス・アグベニューに反則負けするなどして5位だった。
4年の時には4月の体重別決勝で昨年に続いての対戦となった津金にGSに入ってから反則負けを喫して大会2連覇はならなかった。世界選手権の個人戦代表にはなれなかったが、世界団体のメンバーに津金とともに選出された。しかし、6月にIJFが2020年の東京オリンピックで採用されることが決まった男女混合による6人制の団体戦を世界団体に新規導入したために、能智の属する63kg級は団体戦で行われなくなり、結果、津金ともども世界団体のメンバーから外されることになった。この際に、「東京五輪まで、できることをできる限りやる」とコメントした。後にこの時のことを振り返り、次のように語った。「めぐ（＝津金）も落ち込んでいて、2人で『なんでだろう』と言っていました。それでも次の大会に向けて努力している姿を見て『私も頑張ろう』という気持ちになりました。めぐは絶対に負けたくない相手だけど、力を与えてくれる存在でもあります」。6月の優勝大会では決勝で山梨学院大学と対戦すると、佐藤史織と引き分けるもチームは敗れて2位だった。8月に台北で開催されるユニバーシアードの日本選手団の旗手に選ばれた。ユニバーシアードでは反政府デモの影響で一時会場に入れず、現地スタッフが代わって旗手を務めることになった。その後会場入りして他の選手とともに行進に参加することになり、旗手としての行進はならなかった。個人戦では決勝でアルジェリアのアミナ・ベルカディに横四方固で一本勝ちして優勝を飾った。団体戦でも決勝の韓国戦で反則勝ちしたのを始め、オール一本勝ちしてチームの優勝に貢献した。9月の学生体重別では決勝で山梨学院大学の佐藤をGSに入ってから反則勝ちで破ったのをはじめオール一本勝ちして優勝した。この際に、「来年は世界選手権に出たい」とコメントした。11月の講道館杯では2回戦で環太平洋大学4年の土井雅子に反則負けを喫して大会3連覇はならなかった。2018年1月のグランプリ・チュニスでは準決勝まですべて一本勝ちするが、決勝ではオリンピックチャンピオンであるスロベニアのティナ・トルステニャクにGSに入ってから背負投で技ありを取られて2位にとどまった。3月のグランドスラム・エカテリンブルグでは初戦で世界選手権3位であるモンゴルのバルドルジ・ムングンチメグに大外刈、準決勝でも同じく世界選手権3位であるポーランドのアガタ・オズドバを小外刈の技ありで破ると、決勝ではオランダのユール・フランセンにGSに入ってから反則勝ちして、今大会2年ぶり2度目の優勝を飾った。
2018年4月からは了徳寺学園の職員となった。体重別では決勝で世界ジュニアチャンピオンである兵庫県警の荒木穂乃佳に反則勝ちするなどオール一本勝ちして、今大会2年ぶり2度目の優勝を飾った。この際に、「五輪の金、銀メダリスト(ティナ・トルステニャクとクラリス・アグベニュー)にどう勝つかだけを考えて、国際大会を闘っている」とコメントした。しかしながら、世界選手権代表にもアジア大会代表にも選ばれることはなかった。5月のグランプリ・フフホトでは決勝の不戦勝を含めてオール一本勝ちで優勝した。8月のグランプリ・ブダペストでは決勝でドイツのマルティナ・トライドスを終了間際に内股の技ありで破って優勝した。11月の講道館杯では、3回戦で階級を上げてきたパーク24の山本杏に送襟絞で敗れた。11月のグランドスラム・大阪では準決勝で鍋倉に反則負けするも3位になった。12月のワールドマスターズでは初戦で地元中国の唐婧に片手絞で敗れた。
2019年2月のグランドスラム・パリでは準々決勝で鍋倉にGSに入ってから反則負けすると、3位決定戦でもスロベニアのアンドレヤ・レシキに大外刈で敗れて5位にとどまった。4月の体重別では初戦でミキハウスの佐藤史織に反則負けを喫した。5月のグランプリ・フフホトでは準決勝でトライドスに反則負けするも、3位決定戦でカナダのカトリーヌ・ボーシュマン＝ピナールを小内刈の技ありで破って3位だった。11月の講道館杯では3回戦で大牟田高校3年の山口葵良梨に技ありで敗れた。
2020年11月の講道館杯では準々決勝で鍋倉に技ありで敗れると、3位決定戦でもJR東日本の土井雅子に反則負けして5位だった。12月に延期された全日本選手権では2回戦で78㎏級の選手である三井住友海上の梅津志悠と対戦すると、有効を先取しながら技ありを取られて逆転負けした。
2021年12月の全日本選手権では2回戦で近畿大学3年の78㎏級の長谷川瑞紀に技ありを先取しながら、逆転の反則負けを喫した。
2022年4月の全日本選手権では3回戦でコマツの78㎏超級の冨田若春に合技で敗れた。8月の実業個人選手権では2位だった。
2023年2月に初開催となったシニア体重別では優勝した。4月からは選手と並行して帝京平成大学の女子柔道部監督を兼任することになった。全日本選手権では2回戦でコマツの78㎏級の泉真生に反則負けを喫した。

## 戦績
- 2011年 -　インターハイ　3位(57kg級)
- 2013年 -　全国高校選手権　3位
- 2013年 -　インターハイ　3位
- 2013年 -　全日本ジュニア　2位
- 2014年 -　ポーランドジュニア国際　5位
- 2014年 -　全日本ジュニア　5位
- 2015年 -　ロシアジュニア国際　3位
- 2015年 -　全日本ジュニア　2位
- 2015年 -　学生体重別　5位
- 2015年 -　世界ジュニア　団体戦　優勝
- 2015年 -　講道館杯　優勝
- 2016年 -　選抜体重別　優勝
- 2016年 -　全日本選手権　5位
- 2016年 -　優勝大会　5位
- 2016年 - グランドスラム・チュメニ 優勝
- 2016年 -　学生体重別　3位
- 2016年 - 国体成年女子の部　優勝
- 2016年 -　講道館杯　優勝
- 2016年 -　グランドスラム・東京　5位
- 2017年 -　グランドスラム・パリ　5位
- 2017年 -　ヨーロッパオープン・オーバーヴァルト　5位
- 2017年 -　体重別　2位
- 2017年 -　優勝大会　2位
- 2017年 - ユニバーシアード　個人戦　優勝　団体戦　優勝
- 2017年 -　学生体重別　優勝
- 2018年 -　グランプリ・チュニス　2位
- 2018年 -　グランドスラム・エカテリンブルグ　優勝
- 2018年 -　体重別　優勝
- 2018年 -　グランプリ・フフホト　優勝
- 2018年 -　グランプリ・ブダペスト　優勝
- 2018年 -　グランドスラム・大阪　3位
- 2019年 - グランドスラム・パリ　5位
- 2019年 - グランプリ・フフホト　3位
- 2019年 -　実業個人選手権　2位
- 2020年 -　講道館杯　5位
- 2022年 - 実業個人選手権　2位
- 2023年 -　シニア体重別 優勝

(出典、JudoInside.com)